# Pierantonio Bortot
Pierantonio Bortot (Conegliano, 3 agosto 1955 – Conegliano, 25 gennaio 2013) è stato un calciatore italiano, di ruolo Ala.

## Carriera
Cresciuto nel Conegliano, è passato al Torino dove ha esordito in Serie A con i granata il 20 maggio 1973 nella partita Torino-Sampdoria (0-1), è passato alla Cremonese per la stagione 1975-76, poi due stagioni al Catania, di cui la prima in Serie B, poi due stagioni alla Reggina.